# حواء والقرد (فلم)
حواء والقرد هو فيلم مصري عرض عام 1968، بطولة سعاد حسني ومحمد عوض، ومن إخراج نيازي مصطفى.

## قصة الفيلم
تغار نادية على زوجها بطريقة مرضية، تكتشف أنه على علاقة براقصة فتقع في أزمة نفسية تذهب على إثرها إلى طبيب نفسي، يجدها مصابة بازدواج في الشخصية، تستغل هذا التحليل الطبي فتتقمص شخصية أخرى وتدعي أنها على علاقة بشخص آخر، وبالفعل تتصل بخطيبها السابق وتقابله وتتجاهل زوجها.

## طاقم التمثيل
- سعاد حسني: (نادية حلمي)
- محمد عوض: (كمال حمدي)
- أحمد رمزي: (زكي - ضيف شرف)
- ميمي شكيب: (مفيدة هانم - والدة نادية)
- محمد رضا: (عبد الصبور - والد كمال)
- عبد المنعم مدبولي: (د.عادل - الطبيب النفسي)
- صلاح نظمي: (رأفت)
- السيد راضي: (المخرج)
- مصطفى هاشم: (الطبيب)
- نبيل الهجرسي: (عسكري القسم)
- محمد سلطان: (ضابط القسم)
- إبراهيم زادة: (جار كمال ونادية)
- محمد شوقي: (المأذون)
- زيزي مصطفى: (نورا لادوس - الراقصة)
- فاطمة عمارة: (خادمة نادية)
- علي مصطفى: (منظم مسابقة الرقص)
- حمدي سالم: (رجل محطة الأوتوبيس)

## فريق العمل
- إخراج: نيازي مصطفى
- قصة وسيناريو: عبد الحي أديب
- حوار: أبو السعود الإبياري
- مدير التصوير: وديد سري
- مونتاج: عبد العزيز فخري
- إنتاج: أفلام سعيد الدفراوى
- توزيع: أفلام إيهاب الليثي
- تأليف الأغاني: فتحي قورة
- ألحان الأغاني: محمد الموجي